# Пан'європейський пікнік

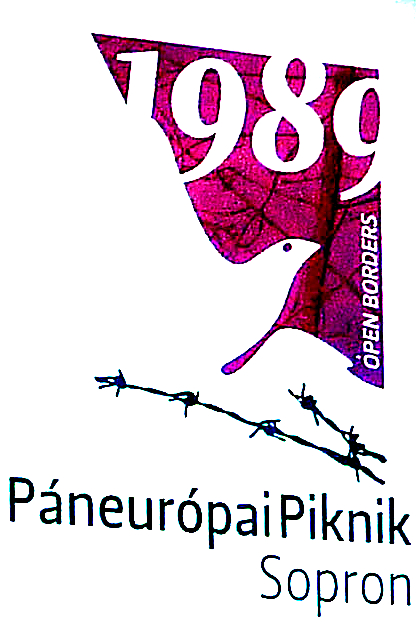
Офіційна емблема Панєвропейського пікніка угорською мовою

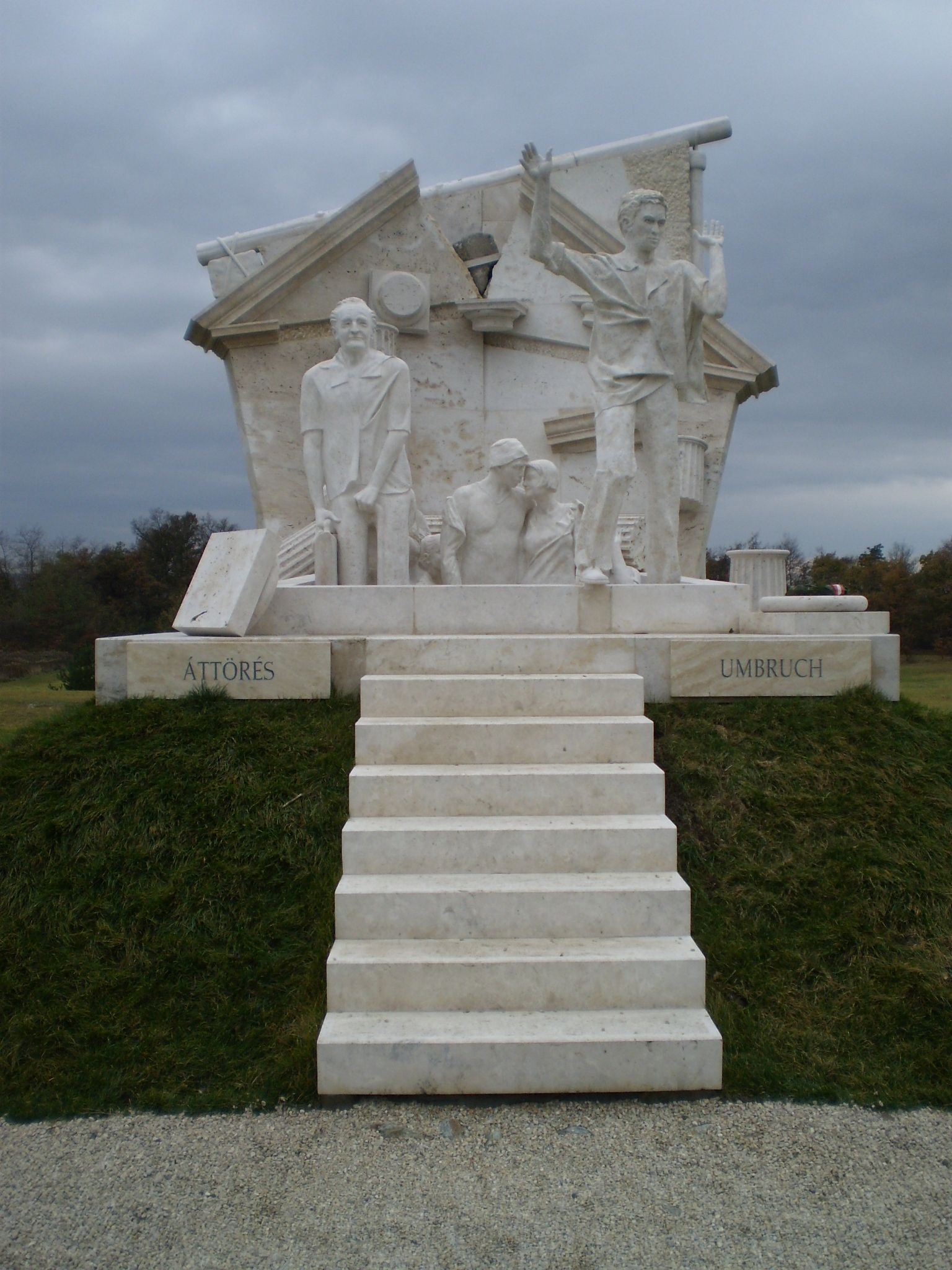
Монумент «Панєвропейський пікнік» Міклоша Мелокко

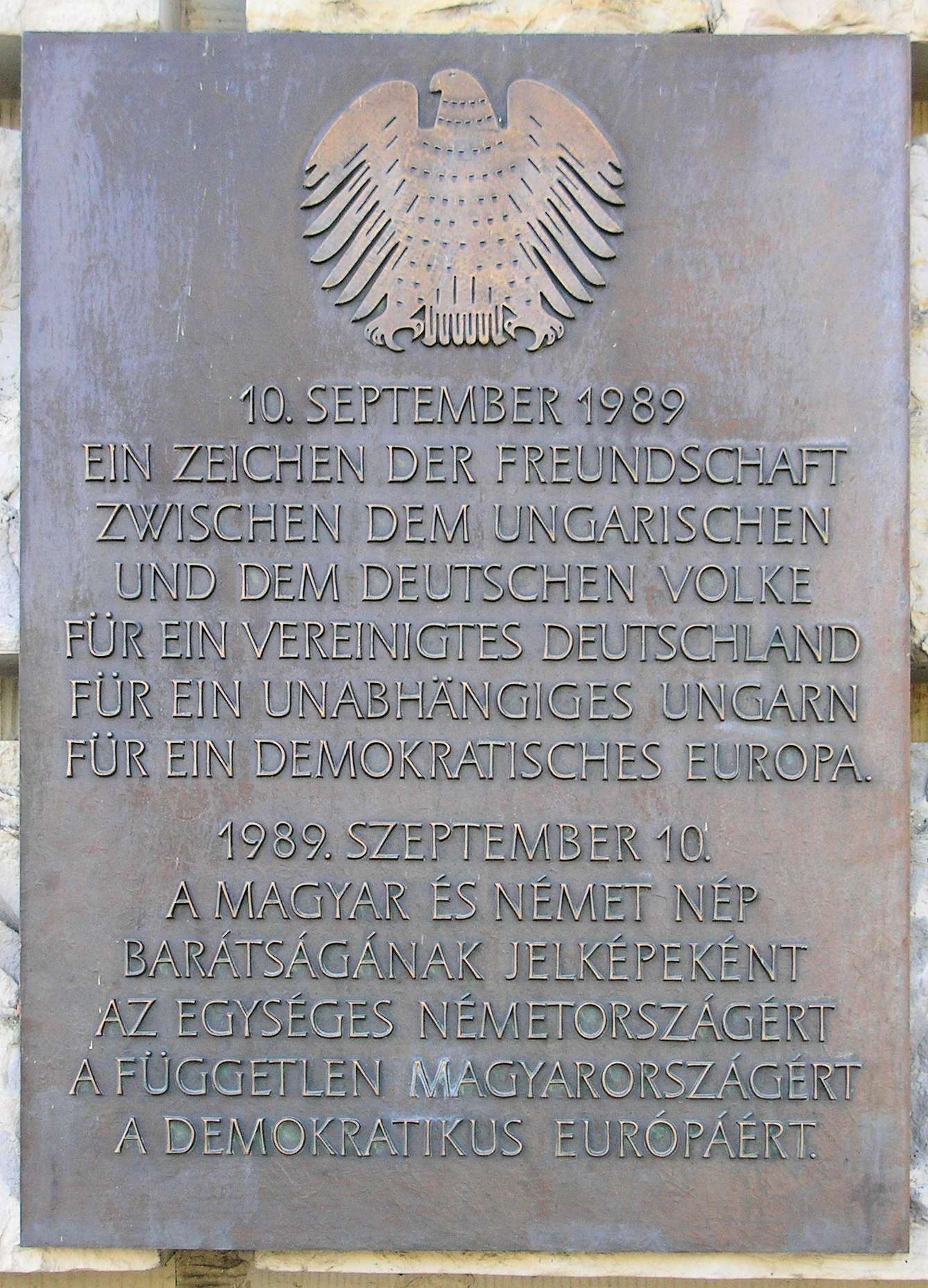
Меморіальна дошка на честь Пан'європейського пікніка на будівлі Рейхстагу в Берліні

47°45′26″ пн. ш. 16°37′20″ сх. д. / 47.757099° пн. ш. 16.622336° сх. д.
Пан'європейський пікнік — мирна демонстрація, яка відбулася 19 серпня 1989 на австрійсько-угорському кордоні неподалік міста Шопрон. За згоди двох країн прикордонні ворота на старій Братиславській дорозі між селами Санкт-Маргаретен (Бургенланд) та Шопронкьохіда в Угорщині символічно відкрили на 3 години. Вже 27 червня 1989 на відстані декількох кілометрів тодішній австрійський міністр закордонних справ Алоїз Мок та його угорський колега Горн Дьюла символічно розрізали колючий дріт, демонструючи ліквідацію прикордонних систем спостереження, яка була розпочата 2 травня Угорщиною.

## Події 19 серпня 1989
Організаторами пікніка були члени опозиційного угорського Демократичного Форуму та Пан'європейського союзу. Патронами були їх президент, депутат ЄС від CSU Отто фон Габсбург та угорський державний міністр та реформатор Імре Пожгаї. Символічне розрізання колючого дроту здійснила генеральний секретар міжнародного Пан'європейського Союзу Вальбурга Габсбург Дуглас.

## Прорив
Близько 12:05 біля досі охороняємого та озброєного кордону несподівано з'явились перші громадяни НДР, 20-30 чоловік. Колючий дріт був розірваний та переважно молоді громадяни НДР побігли на австрійську територію. Новина була розповсюджена дуже швидко, тож близько 15 години вже сотні громадян НДР скористались цією нагодою для втечі. Близько 600—700 громадян НДР скористалися цим коротким відкриттям залізної завіси для втечі на Захід, після попереднього ознайомлення з листівками про Пан'європейський пікнік, що були поширені заздалегідь організаторами. Несподівано біля ще охороняємого кордону о 15 годині знов стояли громадяни НДР. Близько 15 години знов натиснули на ворота, та переважно молоді люди прорвались на австрійський бік, де з нагоди Пан'європейського пікніка вже перебували журналісти та знімальна група. Так за короткий час новина про це була розповсюджена. Вперше ворота відкрили вже о 12:05.
Угорські прикордонники розумно зреагували на початок масової втечі та не втручались. Передусім звернув на себе увагу командир прикордонної застави Арпад Белла. Незважаючи на нестачу конкретних інструкцій з боку керівників, він наказав підлеглим просто не звертати увагу на тих, хто нелегально перетинав кордон прямо перед їхніми очима. Таким чином він пішов проти службових обов'язків і ризикував бути заарештованим, але запобіг невідворотній ескалації ситуації. Його керівник, що прибув пізніше, розгублено намагався затримувати окремих громадян НДР особисто, але не міг нічого вдіяти через обсяги натовпу. До того ж тисячі громадян НДР чекали неподалік на їхній шанс перетнути кордон, бо вони не вірили у відкриття кордону й не наважувалися вдіяти так, як зробили люди перед ними. Тому цього дня лише декілька сотень людей перейшла кордон на Захід. У наступні дні за розпорядженням угорського уряду охорона західного угорського кордону була посилена, тож порівняно небагатьом вдалась втеча до Австрії, доки Угорщина 11 вересня 1989 не відкрила остаточно свої кордони для громадян НДР.

## Історична роль
Пан'європейський пікнік вважається істотною віхою у подіях, що призвели до кінця ери НДР та до об'єднання Німеччини. Щорічно 19 серпня на місці перетину кордону відбуваються заходи з вшанування його річниці. З нагоди Панєвропейського пікніка Ерік Хонекер заявив у інтерв'ю Daily Mirror: «Габсбург аж до самої Польщі розповсюдив листівки із запрошенням відпускників зі Східної Німеччини на пікнік. Коли вони прибули на пікнік, їм дали подарунки, дали поїсти та німецькі марки, потім їх вмовили піти на захід».

## Меморіал
На місці, де втікачі зламали прикордонні ворота, встановлено пам'ятник роботи угорського митця, що символізує собою відкриті двері. У 1966 року у містечку Ферторакош (Кройсбах) поблизу Шопрону, встановлена 10-тиметрова скульптура із сталі, роботи скульптора Габріели фон Габсбург. Стела має вигляд шматку колючого дроту, що з певної відстані нагадує форму хреста. У 2004 у саду угорської Мальтійської служби допомоги в Цуглігеті, у частині 12-го ремісничого району Будапешта Хегівідек, був встановлений пам'ятник події. З 14 серпня до 14 листопада 1989 року тут, у таборі, мешкали втікачі з НДР.